# Friedrich Adolf Strauss
Friedrich Adolf Strauss (Elberfeld, 1817. június 1. – Potsdam, 1888. április 6.) német protestáns teológiai író.

## Élete
Berlinben teológiát tanult, majd ugyanott segédlelkész lett és 1845-ben utazást tett Keleten és Rómában. 1847-ben tábori lelkész és ezen minőségében 1848-ban részt vett a schleswig-holsteini háborúban. Ugyanezen időben habilitáltatta magát a berlini egyetemen, és 1859-től néhány évig itt rendkívüli teológiai tanár volt. 1872-ben szuperintendensnek és kerületi iskolavizsgálónak nevezték ki. A szentföldi német evangélikus egyházi intézmények fenntartására és támogatására alakította 1852-ben a Jeruzsálem-egyesületet, melynek lapját Neueste Nachrichten aus dem Morgenlande címmel 1856-1871 között ő szerkesztette és egyszersmind titkára volt az egyesületnek.

## Nevezetesebb művei
- Zephaniae vaticinia (Berlin, 1843)
- Sinai und Golgotha (uo. 1847, 11. kiad. 1882)
- Die Länder und Stätten der heiligen Schrift (100 képpel és szöveggel, Stuttgart, 1861)
- Liturgische Andachten (Berlin, 1850, 3. kiadás 1857)
- Die Liturgie des evangelischen Hausgottesdienstes (uo. 1853)
- Heerpredigten (uo. 1858, 2. kiad. 1870)
- Trost am Sterbelager (uo. 1865)